# Phú Thọ Hòa
Phú Thọ Hòa là một phường thuộc Thành phố Hồ Chí Minh, Việt Nam.

## Địa lý
Phường Phú Thọ Hòa nằm ở phía tây quận Tân Phú (cũ), giáp với phường Tân Phú (phía đông), phường Bình Hưng Hòa (phía tây), phường Phú Thạnh (phía nam) và phường Tân Sơn Nhì (phía bắc).
Theo Công văn số 2896/BNV-CQĐP ngày 27 tháng 5 năm 2025 của Bộ Nội vụ, phường Phú Thạnh sau sắp xếp có diện tích 3,02 km², dân số năm 2024 là 140.436 người, mật độ dân số đạt 46.502 người/km² (Điều 6 Nghị quyết số 76/2025/UBTVQH15 ngày 14 tháng 4 năm 2025 của Ủy ban Thường vụ Quốc hội).

## Lịch sử
Địa danh Phú Thọ Hòa có từ thời Pháp thuộc, khi đó là tên một làng thuộc tổng Dương Hòa Thượng, quận Gò Vấp, tỉnh Gia Định. Làng Phú Thọ Hòa được hình thành trên cơ sở sáp nhập hai làng Phú Thọ và Tân Thới Hòa.
Sau năm 1956, các làng được đổi thành xã. Vào năm 1957, chính quyền Việt Nam Cộng hòa tách tổng Dương Hòa Thượng ra khỏi quận Gò Vấp để thành lập quận Tân Bình thuộc tỉnh Gia Định, xã Phú Thọ Hòa thuộc quận Tân Bình.
Năm 1965, chính quyền tách một phần diện tích và dân số của hai xã Tân Sơn Nhì và Phú Thọ Hòa để thành lập một xã mới lấy tên là xã Tân Phú.
Thời kì này, Phú Thọ Hòa còn là tên một phường thuộc quận 6, thành phố Sài Gòn. Đến năm 1969, phường này chuyển sang trực thuộc quận 11 mới thành lập và nay là địa bàn Phường 5, Phường 14 thuộc Quận 11.
Năm 1976, các xã Phú Thọ Hòa và Tân Phú giải thể để thành lập các phường 18, 19, 20, 21, 22, 23, 24, 25 và 26 thuộc quận Tân Bình.
Ngày 5 tháng 11 năm 2003, Chính phủ ban hành Nghị định 130/2003/NĐ-CP. Theo đó:
- Thành lập quận Tân Phú trên cơ sở toàn bộ diện tích và dân số của các phường 16, 17, 18, 19, 20; một phần diện tích và dân số của các phường 14, 15 thuộc quận Tân Bình
- Thành lập phường Phú Thọ Hòa thuộc quận Tân Phú trên cơ sở 123,22 ha diện tích tự nhiên và 31.461 người của Phường 18.

Ngày 16 tháng 6 năm 2025, Ủy ban Thường vụ Quốc hội ban hành Nghị quyết số 1685/NQ-UBTVQH15 về việc sắp xếp các đơn vị hành chính cấp xã của Thành phố Hồ Chí Minh năm 2025. Theo đó, một phần phường Tân Thành và một phần phường Tân Quý được nhập vào phường Phú Thọ Hòa (khoản 64 Điều 1).

## Di tích
- Địa đạo Phú Thọ Hòa[6]